# Лаврас
Лаврас (порт. Lavras) — муниципалитет в Бразилии, входит в штат Минас-Жерайс. Составная часть мезорегиона Кампу-дас-Вертентис. Входит в экономико-статистический микрорегион Лаврас. Население составляет 108 421 человек. Занимает площадь 564,495 км². Плотность населения — 156,4 чел./км².

## История
Город основан 13 октября 1831 года.

## Статистика
- Валовой внутренний продукт на 2003 год составляет 1 567 206 810,00 реалов (данные: Бразильский институт географии и статистики).
- Валовой внутренний продукт на душу населения на 2003 год составляет 14 454,82 реалов (данные: Бразильский институт географии и статистики).
- Индекс развития человеческого потенциала на 2000 год составляет 0,831 (данные: Программа развития ООН).

## География
Климат местности: горный тропический.